# Космос-2446
Космос-2446 је један од преко 2400 совјетских вјештачких сателита лансираних у оквиру програма Космос.
Космос-2446 је лансиран са космодрома Плесецк, Русија, 2. децембра 2008. Ракета-носач Молнија је поставила сателит у орбиту око планете Земље. 